# Lancia Delta S4
 (avril 2023).
Si vous disposez d'ouvrages ou d'articles de référence ou si vous connaissez des sites web de qualité traitant du thème abordé ici, merci de compléter l'article en donnant les références utiles à sa vérifiabilité et en les liant à la section « Notes et références ».
La Lancia Delta S4 est une voiture de compétition spécialement conçue pour être engagée en rallyes. Fabriquée par le constructeur italien Lancia dans les années 1980 pour être engagée par la Scuderia Lancia en Championnat du monde des rallyes, un modèle de série, stradale, basé sur la version de rallye, a été construit à 200 exemplaires, pour répondre aux exigences de la catégorie Groupe B.

## Version course
Chronologie des modèles (1985 - 1986)
Lancia Rally 037 Lancia ECV
Lancia Delta HF 4WD

### Genèse

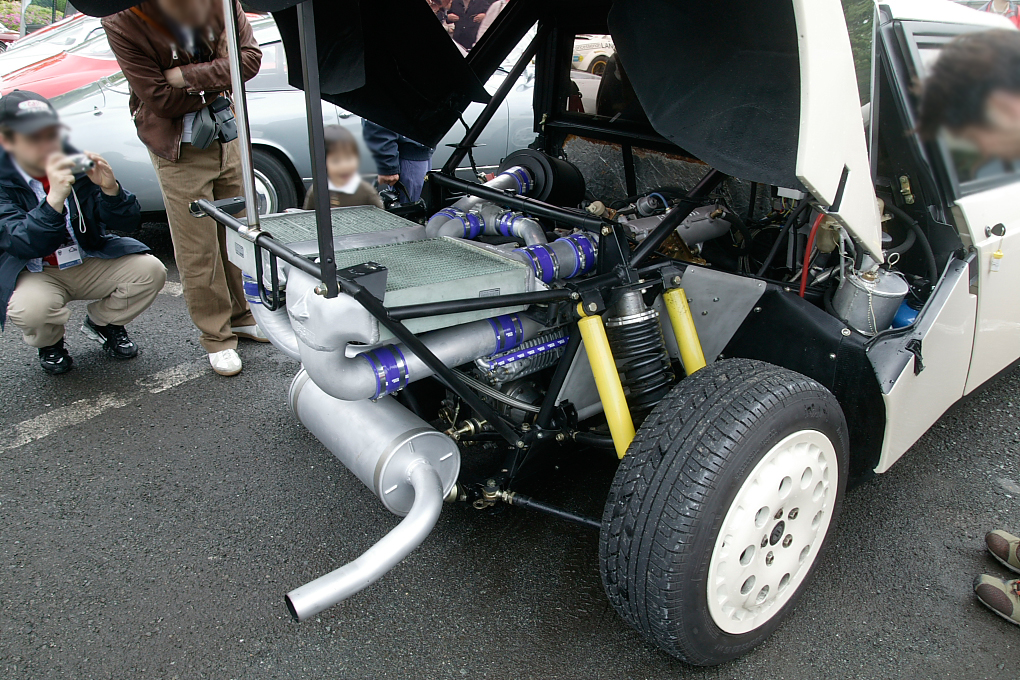
Moteur centrale arrière de la Lancia Delta S4.

Lorsque le projet de réalisation de la Delta S4 est lancé, Fiat n'a pas encore décidé que la voiture serait une Lancia. Son nom de code, Tipo 831, est en effet propre à Abarth et non Lancia. Pour réaliser sa troisième voiture de Groupe B, l'ingénieur Aurelio Lampredi et le directeur technique d'Abarth Claudio Lombardi s'inspirent de la Peugeot 205 Turbo 16 avec son moteur central-arrière longitudinal et une carrosserie très proche du modèle de série. Quatre roues motrices (embrayage bi-disque, boîte de vitesses Hewland à cinq rapports, répartiteur de couple, blocage de différentiel central) sont chargées de transmettre la puissance.
En avril 1983, le désormais Lancia Type 038 est lancé. La S4 est construite à partir d'une structure en tubes d'acier-chrome-molybdène, d'un habitacle en résine et fibre de verre dont les parties avant et arrière de la carrosserie basculent entièrement pour accéder aux organes mécaniques. Elle nécessite un gros investissement financier car la majorité de ses éléments sont inédits. Le quatre cylindres de 1 759 cm3 n'a rien en commun avec celui de la 037 : le bloc et la culasse sont en alliage léger, les arbres à cames en tête commandent quatre soupapes par cylindre et un allumage électronique Weber est installé. Un inédit système de suralimentation est dévoilé, avec un compresseur volumétrique Abarth-Volumex associé à un turbocompresseur KKK pour obtenir du couple et diminuer le temps de réponse du turbo, un compresseur relayant l'autre. À sa présentation, en décembre 1984, la S4 développe 400 chevaux mais pour son homologation un an plus tard, elle atteint 450 chevaux (225 km/h et le 0 à 100 km/h en 2,6 secondes). 200 exemplaires de S4 stradale sont produits avec une puissance ramenée à 250 chevaux.

### Compétition en 1985 et 1986

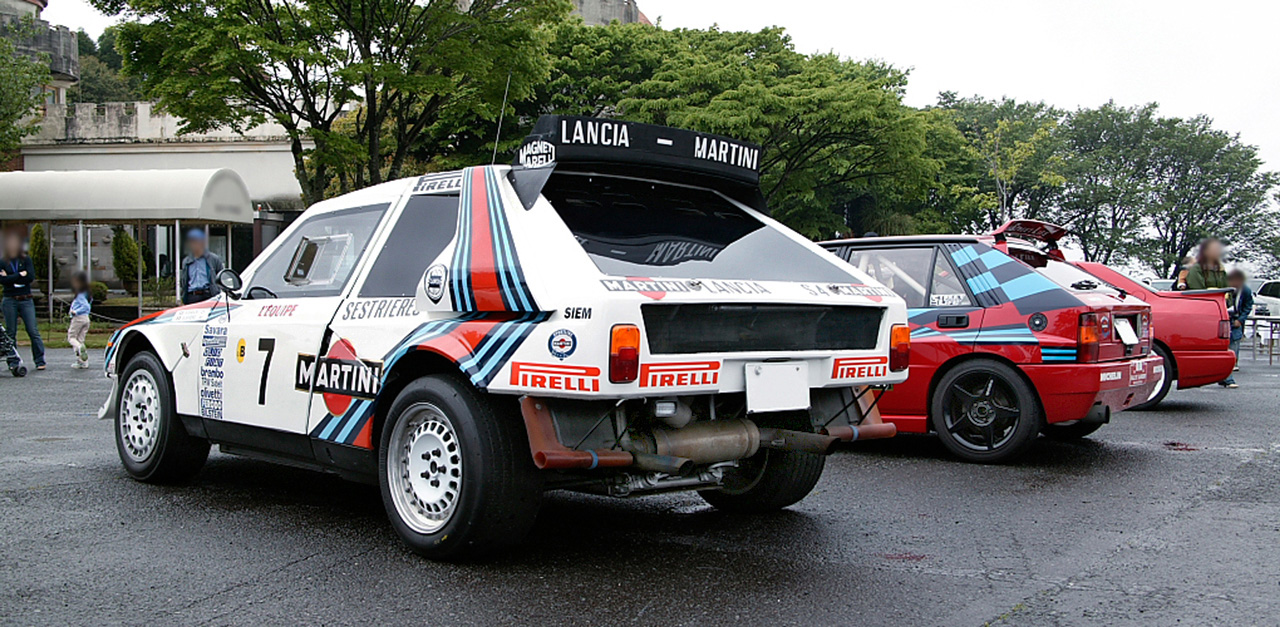
Vue arrière de la Lancia Delta S4 (châssis 209).

Dès son premier engagement (la Lancia entre-temps a atteint 480 chevaux), le 28 novembre 1985, elle remporte le RAC avec Henri Toivonen, Markku Alén prenant la deuxième place. Un mois plus tard, au Monte-Carlo, épreuve inaugurale du championnat 1986, Toivonen s'impose et Alén se classe plus tard second du rallye de Suède. L'écurie ne s'engage pas à l'East African Safari et connaît ensuite le pire au Tour de Corse 1986 quand l'équipage Toivonen-Cresto trouve la mort après avoir perdu le contrôle de sa S4 à pleine vitesse. Lancia se retire de l'épreuve et la FIA décide de supprimer le Groupe B à l'issue de la saison, jugeant que ces voitures sont désormais trop puissantes et rapides pour être utilisées sur des routes ordinaires. La S4 enregistre encore quelques bons résultats (Alén second en Nouvelle-Zélande, en Argentine où Miki Biasion gagne, et au RAC puis troisième aux 1000 lacs) mais, comme les GrB sont condamnées, la Squadra Corse HF Lancia  met fin à son développement, terminant cependant vice-championne du monde des constructeurs, ainsi que des conducteurs avec Alén.
De son côté Fabrizio Tabaton remporte le championnat d'Europe 1986, en étant vainqueur de six épreuves comptabilisées (Costa Brava, Madère, Halkidiki, Asturies, Catalogne et Saint Marin). En Espagne, elle obtient quatre titres consécutifs sur Terre, avec Juan Carlos Oñoro (1) puis le paraguayen Gustavo Trelles (3), entre 1987 et 1990.

### La controverse du San Remo 1986

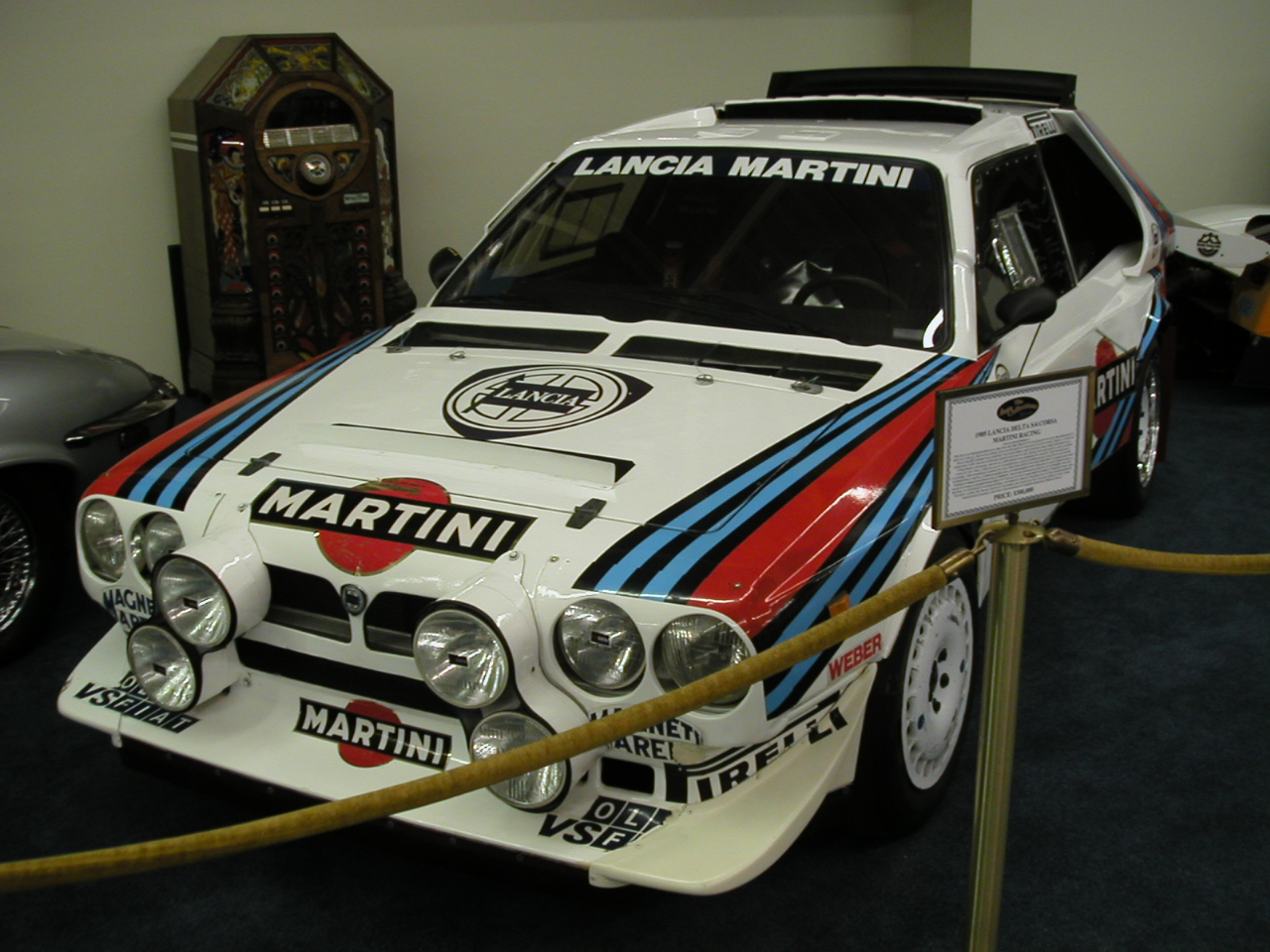
Lancia Delta S4.

La fin de saison est controversée à la suite de la disqualification des Peugeot 205 au San Remo par les commissaires sportifs italiens pour utilisation de jupes jugées non conformes. Peugeot dénonce une décision en faveur de Lancia, et se trouve conforté lors du Rallye de Grande-Bretagne où la voiture est déclarée conforme alors qu'elle dispose des mêmes jupes. La FISA annule alors les résultats du San Remo et Peugeot décroche finalement un nouveau titre de champion des constructeurs avec six succès et 15 points d'avance sur Lancia. À la suite de la décision de la FIA, Markku Alén cède le titre au pilote Peugeot Juha Kankkunen. Sur le plan commercial, la décision de la FIA de supprimer le Groupe B aide Lancia à écouler les cent quarante exemplaires de la S4 Stradale invendus qui prennent alors le statut d'objet de collection.

### Résultats complets en championnat du monde
| Saison | Écurie         | pilotes         | 1   | 2   | 3   | 4   | 5   | 6   | 7   | 8   | 9   | 10  | 11  | 12  | 13  | Classement | Points inscrits |
| ------ | -------------- | --------------- | --- | --- | --- | --- | --- | --- | --- | --- | --- | --- | --- | --- | --- | ---------- | --------------- |
| 1985   | Martini Racing |                 | MON | SUE | POR | KEN | FRA | GRE | NZL | ARG | FIN | ITA | CIV | GBR |     | 3e         | 70              |
| 1985   | Martini Racing | Markku Alén     |     |     |     |     |     |     |     |     |     |     |     | 2   |     | 3e         | 70              |
| 1985   | Martini Racing | Henri Toivonen  |     |     |     |     |     |     |     |     |     |     |     | 1   |     | 3e         | 70              |
| 1986   | Martini Lancia |                 | MON | SUE | POR | KEN | FRA | GRE | NZL | ARG | FIN | CIV | ITA | GBR | USA | 2          | 122             |
| 1986   | Martini Lancia | Markku Alén     | NF  | 2   | NF  |     | NF  | NF  | 2   | 2   | 3   |     | 1   | 2   | 1   | 2          | 122             |
| 1986   | Martini Lancia | Henri Toivonen  | 1   | NF  | NF  |     | NF  |     |     |     |     |     |     |     |     | 2          | 122             |
| 1986   | Martini Lancia | Miki Biasion    | NF  |     | NF  |     | NF  | 2   | 3   | 1   |     |     | 3   |     |     | 2          | 122             |
| 1986   | Martini Lancia | Mikael Ericsson |     |     |     |     |     | NF  | 4   |     | 5   |     |     | NF  |     | 2          | 122             |
| 1986   | Martini Lancia | Jorge Recalde   |     |     |     |     |     |     |     | 4   |     |     |     |     |     | 2          | 122             |
| 1986   | Martini Lancia | Kalle Grundel   |     |     |     |     |     |     |     |     | 6   |     |     |     |     | 2          | 122             |
| 1986   | Martini Lancia | Dario Cerrato   |     |     |     |     |     |     |     |     |     |     | 2   |     |     | 2          | 122             |

- Note : Les résultats du Rallye de San Remo 1986 sont annulés et les points non comptabilisés au championnat du monde.

Participations dans d'autres disciplines sportives automobiles
Après l'interdiction des Groupe B en rallye, la Lancia Delta S4 est apparue dans au moins deux autres disciplines du sport automobile en Europe.
En rallycross tout d'abord, notamment dans le Championnat de France qu'elle termina 2e en 1988, elle a remporté de nombreux succès avec à son volant une ex-gloire des rallyes mondiaux et français, le Grenoblois Bruno Saby. Elle y a d'ailleurs affronté à maintes reprises son ancienne adversaire de rallye, la non moins fabuleuse Peugeot 205 Turbo 16, elle aussi conduite par un ancien rallyman, vice-champion du monde en 1981 et futur patron de Citroën Sport en rallye, Guy Fréquelin.
En autocross également, dans le Championnat d'Italie et en Championnat d'Europe, plusieurs Delta S4 pilotées par des Italiens ont brillé, notamment avec Fabrizio Tabaton.
Dans ces deux disciplines, ces monstres d'abord destinés à la compétition sur routes et pistes ouvertes ont pu s'illustrer sur des circuits fermés mêlant terre et asphalte pour le rallycross, ou terre uniquement pour l'autocross. Les spectateurs, très souvent massés en grand nombre au bord de ces pistes, ont évidemment pu apprécier les performances de l'ultime Lancia Groupe B. 
Ils s'émerveillaient devant ses dimensions et ses capots avant et arrière à l'ouverture intégrale atypique. Et s'extasiaient surtout sur le feulement féroce de son moteur, "agrémenté" par l'impressionnant sifflement de la wastegate du turbocompresseur lorsque celui-ci prenait le relais du compresseur volumétrique. Un régal pour les yeux et les oreilles des passionnés de voitures de course !

## Version série
À la suite de la décision de la FIA de supprimer le Groupe B à l'issue de la saison 1986, Lancia écoule rapidement les cent quarante exemplaires de la S4 Stradale invendus qui prennent dès lors le statut d'objet de collection.